# Camajuaní
Camajuaní – miasto na Kubie, w prowincji Villa Clara. W 2004 r. miasto to zamieszkiwało 63 544 osób.